# Pfaffen-Schwabenheim
Pfaffen-Schwabenheim is een plaats in de Duitse deelstaat Rijnland-Palts, en maakt deel uit van de Landkreis Bad Kreuznach.
Pfaffen-Schwabenheim telt 1.490 inwoners.

## Bestuur
De plaats is een Ortsgemeinde en maakt deel uit van de Verbandsgemeinde Bad Kreuznach.